# بيل موس
بيل موس (بالإنجليزية: Bill Moss)‏ هو مغني أمريكي، ولد في 22 مايو 1931 في سلما في الولايات المتحدة، وتوفي في 25 يونيو 2007 بسبب نفاخ رئوي.